# 呂方
呂方（英語：David Lui Fong；1964年1月19日—），香港男歌手、演員；1983年參加TVB举辦的新秀歌唱大賽而出道，發表過數張商業成績良好的專輯，並偶爾演出電視劇。1980年代末起吕方的歌唱事業停濟不前，其後轉投華納唱片，憑《彎彎的月亮》一曲重回高峰；同時拓展台灣市場，成為港星潮的一員。1990年代中期吕方的歌唱事業再度陷入低潮，近年回復自由身後開始減產，工作以現場表演為主。

## 生平履歷

### 早年生活
呂方在中國江蘇南京出生，籍貫上海，有一名胞妹。年幼時便跟隨父母一起移居香港生活，曾定居觀塘復華村四區。父親是新加坡華僑及旅行社職員。
呂方曾經先後就讀於庇護十二學校（1978年小六毕业）、雅各英文中學、模範英文中學以及香港基教書院（1983年中五毕业），讀書成績較差。他自小便喜歡唱歌，但礙於性格害羞，不敢在群眾面前唱歌。直至1983年1月將近中學畢業前，才受同學鼓勵參加《歡樂今宵》的現場直播节目《Sing星聲》；因粵語欠佳，選了民族歌手張明敏在香港唱紅的國語歌《我是中國人》參賽。當時他在電子遊戲中心工作，被老闆知道參加歌唱比賽後遭辭退，以致需要尋找新工作。
華星唱片高層黎小田基於呂方的表現，邀請他參加同年3月由無綫電視和華星唱片合辦的「第二屆新秀歌唱比賽」。他備戰時聽從母親建議，去找一位歌唱老師學習唱歌，結果獲黎小田推薦，跟隨戴思聰學藝，因此呂方後來曾表示永遠視黎小田为伯乐。
他被指效仿張明敏的中山裝形象，並憑《我是中國人》一曲奪冠（金獎），得以成功入行，並簽約為華星旗下歌手，為期七年。1983年再於「第二屆香港新人歌唱大賽」獲得冠軍。

### 成名與發展
呂方入行半年後被公司安排在酒廊唱歌，有時前往新加坡與馬來西亞登台；也於1984年錄製了與小虎隊的合輯《可會遺忘 / 忍著淚說Goodbye》，唱的全是國語歌。其後他因外型憨直，獲邀演出電視劇《新紮師兄》的林志泉(高佬泉) 一角，為其處女作。
呂方憑討喜的角色和劇中插曲《妳令我快樂過》（其首支粵語歌）嶄露頭角，未幾推出首張個人專屬唱片《聽不到的說話》，標題曲以舊式的曲調配合呂方木納的公眾形象，述說男方對分手的無奈，反響不俗，使其拿下首個十大勁歌金曲獎。1985年，呂方參與演出其首個演唱會《青年偶像演唱會》，與張學友、林姍姍、林憶蓮及陳慧嫻合作。1986年與形象相近的張學友在紅磡體育館舉行一連7場的《86雙星演唱會》（嘉賓梁朝偉），入座率不俗。呂方首三張專輯《聽不到的說話》、《求妳講清楚》、《痴戀》均成為香港IFPI認證的白金唱片（1988年）。他以抒情慢歌見長，嘗試過電子流行快歌（如《今夜狂舞高歌》）、搖滾（《愛令我變炭》）等曲風，但反響一般。此外，同期他亦開展副業，與朋友合資經營酒廊生意。
1990年，呂方約滿華星唱片，並轉投華納唱片。1991年，推出專輯《地久天長》，同名主打歌《地久天長》頗為流行，使呂方重新受到注意；1992年，呂方推出《彎彎的月亮》，再下一城成為熱播流行歌曲，懷遠題材，改編自劉歡的同名歌曲，在香港以至廣東、海外華人地區均受歡迎，達至事業又一高峰。呂方在華星時期已在台灣發表專輯，收錄舊曲的國語改編版，反響一般。1990年代台灣掀起港星風潮，1993年呂方以專輯《多愛你一天》正式進軍台灣，獲得五白金的銷量佳績，《老情歌》一曲流行一時，成為其國語代表作。1995年，黃柏高有意建立正東唱片，呂方獲邀過檔，卻被華納唱片高層李進說服留下，續約三年。1996年，呂方飾演無線處境劇《真情》的歸亞萊，與阿瓊一角的感情線頗受注目。
呂方認為華納沒有盡力為他一些受歡迎的歌曲如《流浪花》和《真情》插曲《傳聞》爭取獎項，產生失落感，1998年完約後便沒有再簽約任何唱片公司。及後他曾短暫夥拍李克勤擔任《勁歌金曲》主持，並開始減產，長時期沒有推出新歌曲與專輯，轉而以現場表演為主。
千禧年後，他在紅館舉辦過三次演唱會，並曾在美國、加拿大等外地與中國內地登台演出；亦擔任過演唱會嘉賓，如2015年及2016年樂壇教父顧嘉煇的榮休以及慈善音樂會。因《朋友別哭》一曲在中國內地意外走紅，成為學校畢業禮的熱門曲目，呂方獲得不少綜藝節目如《隱藏的歌手》、《這樣唱好美》的演出機會，在2013年廣州體育館舉辦的演唱會亦以此曲為標題。
2021年，呂方加盟东方卫视《我们的歌 (第三季)》，同年中央电视台中秋联欢晚会，与台湾演员王耀慶演唱其名曲《弯弯的月亮》。
2022年，加盟湖南卫视《时光音乐会》，演唱《朋友别哭》。
2023年3月4-5日，呂方于香港體育館举办自己入行40周年的演唱会《呂方 CLASSIC 40 演唱会》。

## 個人家庭
1990年代初，呂方和鄭裕玲的戀情見於傳媒。2005年，他們公開表示有「不婚，不生育」的共識。三年後，二人宣告分手，結束長達16年的姐弟戀，並表示這是彼此詳談後的決定。據香港報紙報道，二人分手並非因第三者，也與金錢無涉。鄭裕玲接受雜誌訪問時，透露自己已年近半百，想在往後的人生做自己想做的事、有自己的空間。而呂方也想搬出去住，所以達成分手協議時並沒流淚也無不悅。
在与郑裕玲分手后，吕方于2010年在一次活动中认识了台湾女星于佳卉，后因两人性格不合，该段恋情于一年后结束（于佳卉2014年6月1日在台中市北區自杀身亡）。
2020年，呂方與較他年紀少十六歲的商人伍惠寶（現時經營網購平台）結婚，同年8月8日，太太爲他誕下女兒。

## 軼聞
呂方的英文名為David，由於當年他簽約當華納唱片歌手時，由公司高層李進替他改的；然而覺得名字老土，故此甚少對外提及。
2007年，呂方和張學友自《86雙星演唱會》後，後者當他的嘉賓時再次合唱《李香蘭》後，張學友坦承他是香港樂壇少數不用跳舞的抒情歌歌手，因為張學友也從90年代中期已開始在演唱會和在音樂劇跳舞。
2023年10月，藝人邵子風在社交平台公開向呂方太太伍惠寶追收70萬元，伍反駁邵當時是白紙黑字入股，指公司當時經歷運動及疫情，絕對沒有條件股東退股便立即退股。

## 演出作品

### 電視劇（無綫電視）
| 首播   | 名稱         | 角色   | 備註           |
| 1984年 | 新紮師兄     | 林志泉 |                |
| 1985年 | 大香港       | 王帝權 |                |
| 1985年 | 新紮師兄續集 | 林志泉 |                |
| 1986年 | 赤腳紳士     | 丁海   |                |
| 1987年 | 新紮師兄1988 | 林志泉 |                |
| 1991年 | 情陷特區     | 陳榮昌 |                |
| 1991年 | 老友鬼鬼     | 天使   | 客串           |
| 1992年 | 反斗威龍     | 何飛帆 |                |
| 1995年 | 真情         | 歸亞萊 | 1995年至1999年 |
| 1996年 | 新上海灘     | 祥貴   |                |
| 2000年 | 夢想成真     | 寶家成 |                |
| 2008年 | 當狗愛上貓   | 周自沾 |                |

### 電影
- 1985年：霹靂情
- 1985年：青春差館  飾  芝麻糊
- 1986年：義蓋雲天  飾  舅父仔
- 1986年：殭屍翻生
- 1986年：八喜臨門  飾  吳理
- 1986年：扭計雜牌軍  飾  賊人（友情出演）
- 1987年：靈幻先生  飾  大寶
- 1987年：心跳一百  飾  矇豬眼
- 1987年：A計劃續集  飾  酒店送餐員（友情出演）
- 1989年：緣份遊戲  飾  志平
- 1989年：一眉道人   飾  阿方
- 1990年：四人新世界  飾  米高 / 蘇蝦
- 1990年：奇蹟  飾  何國梁手下（友情出演）
- 1991年：駁腳差佬
- 1992年：伙頭福星  飾  周維祥
- 2002年：情迷個半月  飾  阿錦
- 2003年：我愛一碌葛

### 電視節目／主持（無綫電視）
- 1993年：樂壇笑爆鏡
- 1999年至2000年：勁歌金曲
- 2006年：翡翠歌星賀台慶
- 2010年：名人廚房（第一集主持）
- 2011年：呂方唱出味道來
- 2023年：我們的煇煌金曲

## 音樂作品
錄音室專輯

| - 《可會遺忘／忍着淚說Goodbye》（與小虎隊合輯；1984年） - 《呂方》（又名《聽不到的說話》；1985年1月） - 《呂方》（又名《求妳講清楚》；1986年5月16日） - 《痴戀》（1987年5月1日） - 《痴情小子》（1987年9月17日） - 《愛令我變炭》（1987年12月25日） - 《愛盡變》（1988年9月13日） - 《重遇》（1989年5月26日） - 《最愛的是我還是我》（1989年6月） - 《不捨得你》（1990年12月） - 《地久天長》（1991年11月） - 《彎彎的月亮》（1992年7月） - 《幾時愛我》（1993年5月25日） | - 《多愛你一天》（1993年12月） - 《流浪花》（1994年6月10日） - 《只想遇到一個人》（1994年6月） - 《爭取時間》（1995年4月） - 《愛一回傷一回》（1995年5月） - 《非常老情歌》（1995年10月） - 《愛得真 愛得深》（1996年4月15日） - 《愛飛翔》（1996年12月） - 《真情歌》（1997年12月） - 《既然愛了就不怕》（1998年8月） - 《Dear》（2001年5月3日） - 《心靈感應》（2004年2月20日） - 《Touching Moment》（2011年1月19日） |

精選專輯

| - 《回來吧》（1988年5月18日） - 《新歌靚歌集》（1989年12月） - 《戀愛季節經典13首》（1992年11月） - 《呂方彎彎18首》（1992年） - 《真情感性精選》（1993年11月11日） - 《太認真精選17首》（1996年10月） - 《華納24K超極品音色系列》（1997年8月） - 《華星25週年精選系列》（1997年） | - 《華納我愛經典系列》（1998年12月18日） - 《舊情人老情歌》（2001年5月21日） - 《真·情歌精選32首》（2003年11月28日） - 《華納23週年紀念精選系列》（2001年11月7日） - 《最動聽的呂方》（2004年2月7日） - 《華納No. 1系列》（2006年4月3日） - 《XRCD Special》（2007年9月12日） - 《全呂方精選》（2015年9月2日） |

現場錄音專輯
- 《好情歌演唱會2007》（2007年7月26日）
- 《代表演唱會》（2016年8月5日）

其它灌錄歌曲
| 歌曲         | 年份   | 歌手         | 收錄                       |
| ------------ | ------ | ------------ | -------------------------- |
| 妳令我快樂過 | 1984年 | 呂方         | 《華星影視新節奏第一輯》   |
| 形影不離     | 1984年 | 呂方、方韻詩 | 《華星影視新節奏第一輯》   |
| 雪山飛狐     | 1985年 | 呂方、關菊英 | 《新的一頁》               |
| 心語         | 1985年 | 呂方、關菊英 | 《新的一頁》               |
| 孤獨不再怕   | 1986年 | 呂方、梁朝偉 | 《華星影視新節奏第三輯》   |
| 雄霸天下     | 1987年 | 呂方、梁朝偉 | 《大運河》                 |
| 勇踏前程     | 1987年 | 呂方         | 《大運河》                 |
| 地球大合唱   | 1987年 | 群星         | 《地球大合唱》             |
| 碧血忠魂     | 1987年 | 呂方         | 《華星武俠金曲集》         |
| 俗世如來     | 1987年 | 呂方         | 《華星武俠金曲集》         |
| 菊花淚       | 1988年 | 呂方、鄭秀文 | 《華星武俠金曲集第二輯》   |
| 珍惜這一刻   | 1988年 | 呂方、鄭秀文 | 《華星武俠金曲集第二輯》   |
| 把根留住     | 1990年 | 群星         | 《香港心連心》             |
| 破天荒       | 1997年 | 呂方         | 《華納非常有效Remix 16首》 |
| 都市戀歌     | 1999年 | 呂方         | 《誰可改變15週年紀念集》   |
| 深情         | 2008年 | 呂方         | 《Love TV情歌精選》        |

## 影像專輯
- 1996年 華納卡拉OK-呂方(卡拉OK VCD)
- 2002年 華納精采視聽25載叱吒傳奇-呂方(卡拉OK VCD)
- 2007年 呂方好情歌演唱會2007卡拉OK(3VCD / 3DVD)(9月)
- 2008年 呂方好情歌演唱會2007卡拉OK(Blu-ray)(11月)

## 參與演唱會
- 1985年：《青年偶像演唱會》
- 1986年：《86雙星演唱會》（紅馆舉行）
- 1987年：《黎小田個人作品演唱會》（紅馆舉行）[35]
- 1989年11月10日至12日：《卡樂B呂方靚歌演唱會》（紅馆舉行、首個個人演唱會）[36]
- 2007年3月9日至11日：《呂方好情歌演唱會2007》（紅館举行）
- 2011年1月3日至7日：《呂方Touching Moment 2011 演唱會》（紅館举行）
- 2011年5月28日、6月4日：《呂方Touching Moment 慈善演唱會》（加拿大溫哥華、多倫多）
- 2013年6月29日：《「朋友別哭，我回來了」演唱會》（廣州體育館)
- 2014年4月27日：《「呂方經典金曲三十載演唱會」》（加拿大華瑪娛樂演奏廳）
- 2015年1月10号：《呂方雲頂演唱會》(馬來西亞雲頂雲星劇場)
- 2015年5月9日 : 《顧嘉煇荣休盛典演唱會》（红館舉行，與關菊英合唱《雪山飛狐》兼獨唱《萬水千山縱橫》）
- 2015年9月4日及9月5日：《呂方代表演唱會》（紅館举行）
- 2016年5月21日：《呂方老情歌‧情歸上海演唱會》（上海大舞台举行）
- 2018年6月30日：《靚聲金曲經典群星演唱會》（VIVO東莞長安文體中心）
- 2023年3月4日至5日：《呂方 CLASSIC 40 演唱会》（紅館舉行、出道40周年演唱會）[26]

## 派台歌曲成績
| 派台歌曲成績（四台）         | 派台歌曲成績（四台）       | 派台歌曲成績（四台） | 派台歌曲成績（四台） | 派台歌曲成績（四台） | 派台歌曲成績（四台） | 派台歌曲成績（四台）                                       | 派台歌曲成績（四台）                                       |      |
| ---------------------------- | -------------------------- | -------------------- | -------------------- | -------------------- | -------------------- | ---------------------------------------------------------- | ---------------------------------------------------------- | ---- |
| 唱片                         | 歌曲                       | 903                  | RTHK                 | 997                  | TVB                  | 備註                                                       | 備註                                                       |      |
| 1985年                       |                            |                      |                      |                      |                      |                                                            |                                                            |      |
| 呂方（聽不到的說話）         | 聽不到的說話               |                      | 1                    |                      |                      |                                                            |                                                            |      |
| 呂方（聽不到的說話）         | 你令我快樂過               |                      | 2                    |                      |                      |                                                            |                                                            |      |
| 呂方（聽不到的說話）         | 甜蜜十六歲                 |                      | /                    |                      |                      |                                                            |                                                            |      |
| 呂方（聽不到的說話）         | 從未如此深愛過             |                      | 2                    |                      |                      |                                                            |                                                            |      |
| 新的一頁                     | 雪山飛狐                   |                      | /                    |                      |                      | TVB劇集｢雪山飛狐 (1985年電視劇)｣主題曲 與關菊英合唱        | TVB劇集｢雪山飛狐 (1985年電視劇)｣主題曲 與關菊英合唱        |      |
| 1986年                       |                            |                      |                      |                      |                      |                                                            |                                                            |      |
| 求妳講清楚                   | 只因我太痴                 |                      | /                    |                      | 1                    | TVB劇集｢神勇CID｣插曲                                       | TVB劇集｢神勇CID｣插曲                                       |      |
| 求妳講清楚                   | 求妳講清楚                 |                      | 3                    |                      | (1)                  | OT：George Benson ~ Nothing's Gonna Change My Love For You | OT：George Benson ~ Nothing's Gonna Change My Love For You |      |
| 求妳講清楚                   | 雪兒                       |                      | /                    |                      | 8                    |                                                            |                                                            |      |
| 求妳講清楚                   | 養你一世                   |                      | /                    |                      | 7                    |                                                            |                                                            |      |
| 痴戀                         | 君心知我心                 |                      | /                    |                      | 4                    | TVB劇集｢赤腳紳士｣主題曲                                    | TVB劇集｢赤腳紳士｣主題曲                                    |      |
| 1987年                       |                            |                      |                      |                      |                      |                                                            |                                                            |      |
| 痴戀                         | 聽不到的呼喚               |                      | /                    |                      | 6                    |                                                            |                                                            |      |
| 痴戀                         | 每段路                     |                      | 3                    |                      | 1                    |                                                            |                                                            |      |
| 痴戀                         | 痴戀                       |                      | /                    |                      | 1                    |                                                            |                                                            |      |
| 痴戀                         | 同是寂寞人                 |                      | 1                    |                      | 3                    | OT：Sandra（页面存档备份，存于） ~ Little Girl             | OT：Sandra（页面存档备份，存于） ~ Little Girl             |      |
| 愛令我變炭                   | 愛令我變炭                 |                      | /                    |                      | 2                    |                                                            |                                                            |      |
| 1988年                       |                            |                      |                      |                      |                      |                                                            |                                                            |      |
| 愛令我變炭                   | 緣盡那天                   |                      | /                    |                      | 9                    |                                                            |                                                            |      |
| 愛令我變炭                   | 不了解                     |                      | 3                    |                      | 6                    |                                                            |                                                            |      |
| 回來吧                       | 回來吧                     | 19                   | /                    |                      | -                    |                                                            |                                                            |      |
| 愛盡變                       | 也是如空                   | 25                   | /                    |                      | -                    |                                                            |                                                            |      |
| 愛盡變                       | 不怨一句                   | 9                    | /                    |                      | 9                    |                                                            |                                                            |      |
| 愛盡變                       | 曾經愛過                   | -                    | /                    |                      | 6                    |                                                            |                                                            |      |
| 1989年                       |                            |                      |                      |                      |                      |                                                            |                                                            |      |
| 重遇                         | 重遇                       | 5                    | 9                    |                      | 9                    |                                                            |                                                            |      |
| 重遇                         | 月滿抱佳人                 | 5                    | /                    |                      | 4                    |                                                            |                                                            |      |
| 1990年                       |                            |                      |                      |                      |                      |                                                            |                                                            |      |
| 不捨得你                     | 不捨得你                   | 11                   | /                    |                      | /                    | OT：Off Course ~ 君住む街へ 同曲曲目：張立基 ~ 誰說是錯    | OT：Off Course ~ 君住む街へ 同曲曲目：張立基 ~ 誰說是錯    |      |
| 不捨得你                     | 雨中抱擁                   | 12                   | /                    |                      | /                    | OT：曾淑勤 ~ 客途秋恨 同曲曲目：梅艷芳 ~ 秋天復秋天        | OT：曾淑勤 ~ 客途秋恨 同曲曲目：梅艷芳 ~ 秋天復秋天        |      |
| 1991年                       |                            |                      |                      |                      |                      |                                                            |                                                            |      |
| 不捨得你                     | 別再講他                   | 24                   | -                    |                      | /                    |                                                            |                                                            |      |
| 地久天長                     | 地久天長                   | 2                    | 1                    |                      | 2                    | TVB劇集｢情陷特區｣主題曲                                    | TVB劇集｢情陷特區｣主題曲                                    |      |
| 地久天長                     | 妳的淺笑                   | 27                   | 9                    |                      | 3                    |                                                            |                                                            |      |
| 1992年                       |                            |                      |                      |                      |                      |                                                            |                                                            |      |
| 彎彎的月亮                   | 彎彎的月亮                 | (1)                  | 1                    |                      | 1                    | 三台冠軍歌 OT：劉歡 ~ 彎彎的月亮                           | 三台冠軍歌 OT：劉歡 ~ 彎彎的月亮                           |      |
| 彎彎的月亮                   | 留住這愛                   | 22                   | 16                   |                      | /                    |                                                            |                                                            |      |
| 彎彎的月亮                   | 午夜溫馨                   | 26                   | 20                   |                      | /                    |                                                            |                                                            |      |
| 戀愛季節經典13首             | 請你跟我走                 | 10                   | 3                    |                      | /                    | OT：張鎬哲 ~ 岩石般的愛                                    | OT：張鎬哲 ~ 岩石般的愛                                    |      |
| 1993年                       |                            |                      |                      |                      |                      |                                                            |                                                            |      |
| 時間                         | 沙沙的雨                   | 6                    | 4                    | /                    | 7                    | 與倫永亮合唱                                               | 與倫永亮合唱                                               |      |
| 幾時愛我                     | 幾時愛我                   | 8                    | 1                    | /                    | /                    |                                                            |                                                            |      |
| 幾時愛我                     | 承受                       | 19                   | -                    | /                    | /                    | OT：裘海正 ~ 坦白 同曲曲目：彭家麗 ~ 仍是這樣愛你          | OT：裘海正 ~ 坦白 同曲曲目：彭家麗 ~ 仍是這樣愛你          |      |
| 1994年                       |                            |                      |                      |                      |                      |                                                            |                                                            |      |
| 多愛你一天                   | 多愛你一天                 | 18                   | 10                   | /                    | /                    |                                                            |                                                            |      |
| 流浪花                       | 相戀一秒鐘                 | 15                   | 17                   | /                    | /                    |                                                            |                                                            |      |
| 流浪花                       | 流浪花                     | 1                    | 3                    | /                    | 3                    | OT：中島美雪 ~ ローリング                                  | OT：中島美雪 ~ ローリング                                  |      |
| 1995年                       |                            |                      |                      |                      |                      |                                                            |                                                            |      |
| 爭取時間                     | 一個人在床上               | 10                   | 15                   | /                    | /                    | OT：黃大煒 ~ 你把我灌醉                                    | OT：黃大煒 ~ 你把我灌醉                                    |      |
| 爭取時間                     | 爭取時間                   | 5                    | 5                    | /                    | /                    |                                                            |                                                            |      |
| 爭取時間                     | 戀愛中的男人               | 20                   | -                    | /                    | /                    |                                                            |                                                            |      |
| 爭取時間                     | 阿方正傳                   | -                    | 18                   | /                    | /                    |                                                            |                                                            |      |
| 1996年                       |                            |                      |                      |                      |                      |                                                            |                                                            |      |
| 愛得真 愛得深                | 愛得真 愛得深              | /                    | 3                    | /                    | 2                    |                                                            |                                                            |      |
| 愛得真 愛得深                | 風風雨雨                   | /                    | 5                    | /                    | /                    |                                                            |                                                            |      |
| 太認真精選17首               | 太認真                     | /                    | 17                   | /                    | /                    |                                                            |                                                            |      |
| 1997年                       |                            |                      |                      |                      |                      |                                                            |                                                            |      |
| 真情歌                       | 回頭一看                   | /                    | 8                    | /                    | /                    |                                                            |                                                            |      |
| 2004年                       |                            |                      |                      |                      |                      |                                                            |                                                            |      |
| 心靈感應                     | 心靈感應                   | 7                    | 9                    | 2                    | 4                    |                                                            |                                                            |      |
| 2008年                       |                            |                      |                      |                      |                      |                                                            |                                                            |      |
| 呂方好情歌演唱會2007         | 愛必勝                     | 2                    | 4                    | -                    | 2                    |                                                            |                                                            |      |
| 2011年                       |                            |                      |                      |                      |                      |                                                            |                                                            |      |
| Touching Moment              | 記得                       | -                    | 3                    | 2                    | -                    |                                                            |                                                            |      |
| 2015年                       |                            |                      |                      |                      |                      |                                                            |                                                            |      |
|                              | 偶像荒                     | -                    | -                    | -                    | -                    |                                                            |                                                            |      |
| 2016年                       |                            |                      |                      |                      |                      |                                                            |                                                            |      |
| 呂方代表演唱會Live           | 彎彎的月亮（Live Version） | -                    | -                    | -                    | -                    |                                                            |                                                            |      |
| 派台歌曲成績（五台）         |                            |                      |                      |                      |                      |                                                            |                                                            |      |
| 唱片                         | 歌曲                       | 903                  | RTHK                 | 997                  | TVB                  | ViuTV                                                      | 備註                                                       | 備註 |
| 2022年                       |                            |                      |                      |                      |                      |                                                            |                                                            |      |
| 經典·傳承 無綫電視55周年大碟 | 雪山飛狐                   | -                    | -                    | -                    | -                    | ×                                                          | 與譚嘉儀合唱 舊曲重唱                                      |      |

| 各台冠軍歌總數 | 各台冠軍歌總數 | 各台冠軍歌總數 | 各台冠軍歌總數 | 各台冠軍歌總數 | 各台冠軍歌總數    | 各台冠軍歌總數    | 各台冠軍歌總數 |
| -------------- | -------------- | -------------- | -------------- | -------------- | ----------------- | ----------------- | -------------- |
| 四台a          | 903            | RTHK           | 997            | TVB            | 備註              | 備註              | 備註           |
| 四台a          | 2              | 4              | 0              | 5              | 三台冠軍歌總數：1 | 三台冠軍歌總數：1 |                |
| 四台a          | 3              | 4              | 0              | 6              | 冠軍週數          | 冠軍週數          |                |
| 五台b          | 903            | RTHK           | 997            | TVB            | ViuTV             | 備註              |                |
| 五台b          | 0              | 0              | 0              | 0              | 0                 | 五台冠軍歌總數：0 |                |

- （*）上榜中
- （-）未能上榜
- （×）沒有派往該台
- （(1)）兩週冠軍
- ^  注解a：包括2022年後的冠軍歌曲
- ^  注解b：2022年起

## 獎項

### 個人類
- 1983年：第二屆香港無線電視新秀歌唱大賽冠軍
- 1984年：第二屆香港新人大賽冠軍
- 1985年：東京音樂節TBS賞及MC賞[37]
- 2010年：華語金曲30年殿堂大獎[38]
- 2010年：新城勁爆殿堂歌手獎[39]
- 2011年：音樂先鋒榜 2010年度20家電台聯頒樂壇貢獻獎

### 歌曲類
- 1985年：勁歌金曲優秀選 第一季季選歌曲《你令我快樂過》、第四季季選歌曲《雪山飛狐》、《從未如此深愛過》；第三屆十大勁歌頒獎禮 十大勁歌金曲獎《聽不到的說話》
- 1986年：勁歌金曲第二季季選歌曲《只因我太痴》、第三季季選歌曲《求你講清楚》；第八屆十大中文金曲頒獎禮 十大中文金曲獎《聽不到的說話》
- 1987年：勁歌金曲第二季季選歌曲《每段路》、第三季季選歌曲《同是寂寞人》
- 1991年：勁歌金曲第四季季選歌曲《地久天長》
- 1992年：勁歌金曲第三季季選歌曲《彎彎的月亮》
- 1994年：全球華語榜中榜 中文TOP20金曲《多愛你一天》
- 2011年：音樂先鋒榜 2010年度港台十大先鋒金曲、2010年度最佳首播歌曲《七星岩》

## 外部連結
- 呂方的新浪微博
- 呂方在互联网电影资料库（IMDb）上的資料（英文）
- 呂方在香港影庫上的簡介